# Erepta

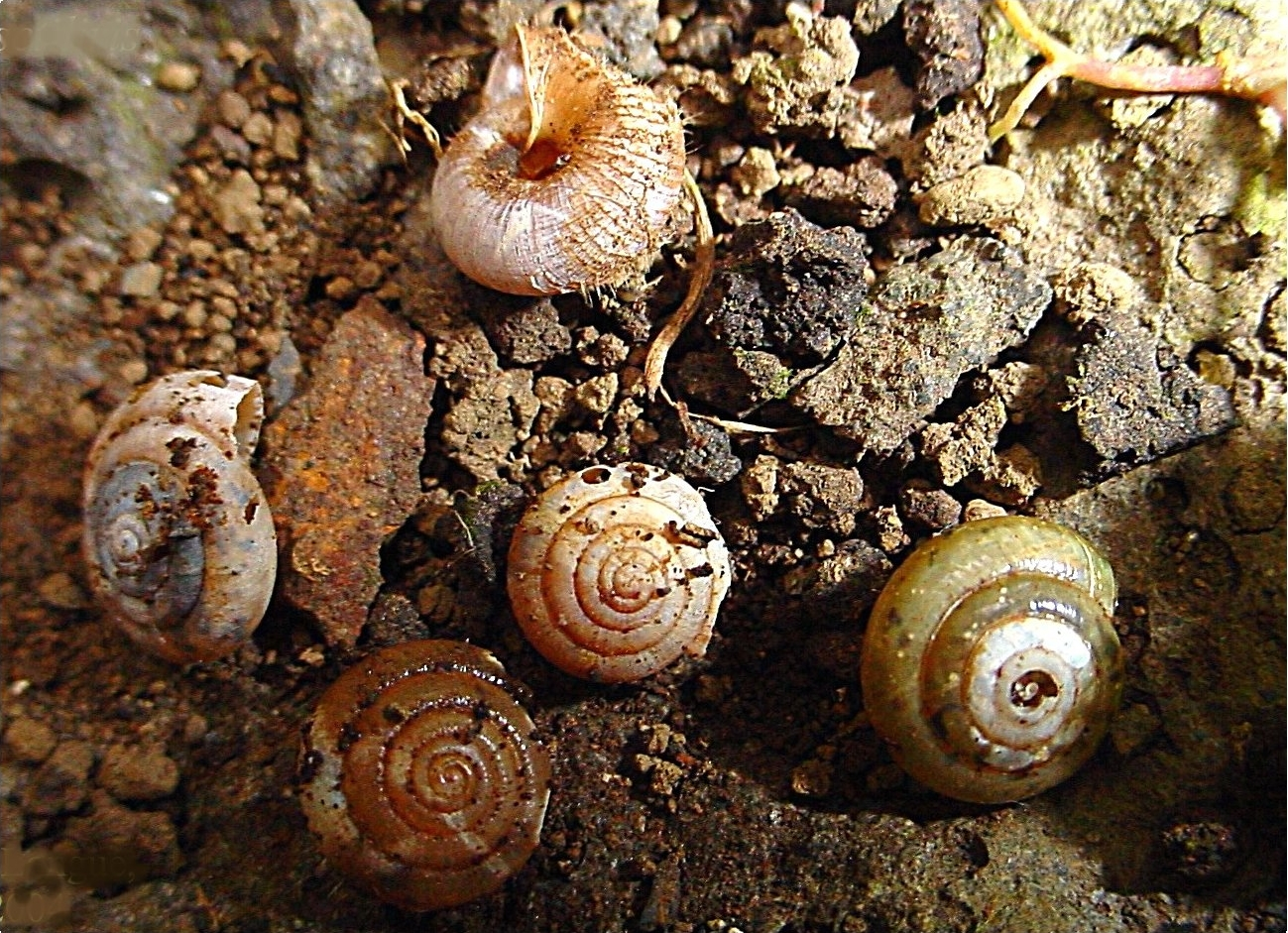
Leere Gehäuse von Erepta setiliris von Réunion.

Erepta ist eine Gattung von Landlungenschnecken aus der Familie Helicarionidae. Ihr Verbreitungsgebiet erstreckt sich auf Mauritius und Réunion. Die Gattung umfasst drei rezente und vier ausgestorbene Arten.

## Merkmale
Die Gehäusehöhe beträgt 6 bis 9 mm, der Gehäusedurchmesser 9 bis 10 mm. Das Gehäuse ist gedrückt-kegelförmig, ziemlich dünn, durchscheinend und hat eine nahezu konische Kontur der Spitze. Es gibt fünf bis sechs mäßig gewölbte Windungen. Die Endwindung ist gerade und rundlich. Die Gehäusefärbung ist kornfarben. Manchmal haben die Gehäuse ein dunkleres Band über der Peripherie des Umgangs. Die Embryonalwindungen haben deutliche, regelmäßige Spiralbänder. Die späteren Windungen haben feine, unregelmäßige Radialstreifen mit mikroskopischen, glatten Spirallinien.

## Systematik
Erepta wurde 1850 von Johann Christoph Albers als Untergattung der Gattung Stylodonta aufgestellt. Die Typusart ist Helix stylodon (Pfeiffer, 1842). 1908 wurde Erepta von Henry Haversham Godwin-Austen zur eigenständigen Gattung erhoben. Erepta stand im Verlauf ihrer taxonomischen Geschichte in verschiedenen Familien. Godwin-Austen stellte 1908 die neue Unterfamilie Ereptinae innerhalb der Familie Zonitidae auf. Louis Germain transferierte Erepta als Untergattung der Gattung Microstylodonta im Jahr 1921 in die Familie Ariophantidae. In der Folgezeit kam Erepta in die Familie Helicarionidae, bevor sie 2002 erneut in die Familie Ariophantidae gestellt wurde. Die gegenwärtig akzeptierte Systematik basiert auf Philippe Bouchet und Jean-Pierre Rocroi, die im Jahr 2005 die Unterfamilien Ereptinae und Helicarioninae miteinander synonymisierten.
Folgende Arten sind bekannt:
- Erepta stylodon (Pfeiffer, 1842)[6][1]
- Erepta odontina (Morelet, 1851)[7]
- Erepta setiliris (Benson, 1859)[8]
- † Erepta thiriouxi (Germain, 1918)[9]
- † Erepta wendystrahmi Griffiths, 2000[10]
- † Erepta chloritiformis Griffiths & Florens, 2004[11]
- † Erepta pyramidalis Griffiths & Florens, 2004[11]

Die Art Pseudophasis nevilli stand ebenfalls längere Zeit in der Gattung Erepta, bevor Anatolij A. Schileyko im Jahr 2002 Germains Untergattung Pseudophasis aus dem Jahr 1918 zur monotypischen Gattung erhob und Erepta nevilli dort hinein transferierte.

## Status
Ereptila wendystrahmi, Erepta chloritiformis, Erepta pyramidalis und Erepta thiriouxi sind nur subfossil bekannt und gelten als ausgestorben. Erepta stylodon ist vom Aussterben bedroht und kommt in einem nur 10 ha großen Areal am Montagne Brise Fer auf Mauritius vor. Erepta odontina kommt in Wäldern an den Bergen Le Pouce, Black River Peak, Montagne Savanne, Pieter Both sowie Montagne Cocotte vor und gilt als stark gefährdet. Erepta setiliris ist auf Mauritius ausgestorben, überlebt jedoch auf Réunion. Ihr Status wird als stark gefährdet klassifiziert.